# Erik Jonsson i Blästa
Erik Jonsson i Blästa eller Erich Joensson i Blästadh, död 1 juni 1675 i Torsåker, var en svensk som blev avrättad för häxeri. Han var en av de som avrättades i Sveriges största häxprocess, häxprocessen i Torsåker, under det stora oväsendet.
Nio män dömdes till döden under häxprocessen i Torsåker. Av dessa var sex pojkar som dömdes för att ha rest till Blåkulla med sina mödrar. Endast tre av männen dömdes för sitt eget handlade och räknades som fullvuxna: David Nilsson i Fanom, Nils Johansson i Kärvsta och Erik Jonsson i Blästa. 
Erik Jonssons ålder nämns inte, men han förmodas ha varit den äldsta mannen av de tre som dömdes. Han var gift med Cecilia i Blästa eller Hustru Cicilia i Blästadh, 60 år, som också hon blev åtalad. 
Han hade fler manliga vittnen från både manliga rättsliga och kyrkliga representanter än någon annan under häxprocessen. Kyrkoherden, kaplanen och fyra tolvmän vittnade mot honom i första förhöret. Därefter även fem kvinnor och sex barn. Han hade dåligt rykte och ansågs allmänt bete sig illa. 
Han anklagades för att ha flugit till Blåkulla, där han hade ätit, druckit och dansat på häxsabbaten. Liksom de flesta av de åtalade nekade han till anklagelsen. Av de tre vuxna männen är det endast David som anklagas för att ha uttalat förbannelser. Erik och Nils anklagas för att ha använt trolldom i samband med pengar och för att ha ägnat sig åt spel, vilket formellt räknades som en synd. Erik anklagades för att ha tagit emot pengar från helvetet. 
Under rättegången skämtade han med sina medåtalade om att de nu kunde fara på gästabud till Blåkulla, något som också användes emot honom som ett tecken på att han verkligen brukade fara dit:
“Erik Månsson oh Olof Danielsson, tolfmannerne, betygadhe att Erik Jonsson sadhe i afftons, då han uthkom af tingzstugan medh dhe andre trullpackorna: nå wille wij nu åstadh till gestebodz. Erik säger sig gårdagen heela törstade, derföre dhe ordhen sadhe.”
Han blev liksom sin hustru dömd till döden. 
Han var en av de 71 personer som avrättades under häxprocessen i Torsåker, som var den största häxprocessen i Sveriges historia. Avrättningen utfördes genom halshuggning och bränning.